# حور سناني
حور سناني (الاسم العلمي:Populus hastata) هو نوع هجين من النباتات يتبع جنس الحور من الفصيلة الصفصافية.